# Andreas Fix
Andreas Fix (* 6. Dezember 1982 in Offenburg) ist ein deutscher Ringer.
Der Stuckateurmeister ringt im griechisch-römischen Stil. Andreas Fix wurde insgesamt sechsmal deutscher Meister, zweimal als Jugendlicher, einmal als Junior, 2004, 2009 und 2013 bei den Senioren. In seiner internationalen Laufbahn wurde er 1999 bei der Kadetten-WM Sechster. 2001 wurde er bei der Junioren-WM in Taschkent erneut Sechster. Ein Jahr später verpasste er das Podium bei der EM in Subotica mit Rang vier nur knapp.